# Robert Rauch
Robert Rauch (* 1958 in Lauingen (Donau)) ist ein deutscher Bergsteiger und Buchautor aus Mittenwald.

## Leben
Mit zwölf Jahren begann Rauch im Karwendel zu klettern. Seine 1996 erschienene Biografie Verwegen, dynamisch, erfolglos war seine erste schriftstellerische Tätigkeit.

## Wichtige Unternehmungen
Bolivianische Anden
- Erstbegehung der Route Deliver Me an der Illimani Südwand zusammen mit Florian Hill, Schwierigkeit: VI, WI6, M6+, E5, Wandhöhe ca. 1700 m.[1]
- Erstbegehung der Route Chamaka an der Serkhe Khollu Südwestwand zusammen mit Florian Hill und Stefan Berger im Alpinstil. Schwierigkeit: VII, WI5, M5, E5, Wandhöhe 550 m.[2]

## Publikationen
- Flugangst, Panico Alpinverlag, Köngen 2015, ISBN 978-3-95611-029-0
- Wohin einer kommt, wenn er geht, 1. Auflage, Panico Alpinverlag, Köngen 2001, ISBN 3-926807-99-7.
- Mit René Albrecht: Die dritte Wirklichkeit : wenn ein Traum zum Schicksal wird, Föritz : Amicus Verlag, 2008, ISBN 978-3-939465-37-9
- Verwegen, dynamisch, erfolglos. Die Abenteuer eines Bergvagabunden, 5. Auflage, Panico Alpinverlag, Köngen 2009, ISBN 978-3-926807-48-9.